# Cyrtodactylus grismeri
Espèce
Cyrtodactylus grismeri est une espèce de geckos de la famille des Gekkonidae.

## Répartition
Cette espèce est endémique de la province d'An Giang au Viêt Nam.

## Étymologie
Cette espèce est nommée en l'honneur de Larry Lee Grismer.

## Publication originale
- Ngo, 2008 : Two new cave-dwelling species of Cyrtodactylus Gray (Squamata: Gekkonidae) from Southwestern Vietnam. Zootaxa, n. 1909, p. 37–51.